# Hana Šmeráková
Hana Šmeráková, rozená Váňová (* 25. března 1983), je bývalá česká florbalová brankářka, reprezentantka a mnohonásobná mistryně Česka. V české nejvyšší florbalové soutěži působila do roku 2010.

## Klubová kariéra
Šmeráková se k florbalu dostala na střední škole. Na vrcholové úrovni poprvé hrála za Spartu, kde začala i chytat. Později hrála i za Tatran Střešovice. V roce 2006 ženský tým Tatranu přešel do samostatného klubu 1. HFK Děkanka a Šmeráková s ním. Z Děkanky se v roce 2009 oddělil klub Herbadent Tigers SJM. Šmeráková s Děkankou a Tigers získala čtyři mistrovské tituly v řadě. Díky nim se třikrát zúčastnila Poháru mistrů, na kterých dvakrát vychytala bronz. Po posledním titulu v sezóně 2009/2010 ukončila kariéru.

## Reprezentační kariéra
Šmeráková reprezentovala Česko na čtyřech mistrovstvích světa mezi lety 2003 a 2009.
Na Euro Floorball Tour v listopadu 2008 vychytala první českou ženskou remízu se švédskou reprezentací a byla vyhlášena nejlepší brankářkou turnaje.
Na svém posledním mistrovství v roce 2009 pomohla týmu k prvnímu postupu do semifinále v historii.
| Umístění | Soutěž                                 |
| -------- | -------------------------------------- |
| 7.       | Mistrovství světa ve florbale žen 2003 |
| 7.       | Mistrovství světa ve florbale žen 2005 |
| 5.       | Mistrovství světa ve florbale žen 2007 |
| 4.       | Mistrovství světa ve florbale žen 2009 |

## Ocenění
V letech 2005 až 2009 byla čtyřikrát po sobě vyhlášená za nejlepší českou florbalovou brankářku roku (později sezony). V celkovém počtu ocenění ji překonala až v roce 2017 Jana Christianová.